# Дроздовичі (Львівський район)
Дроздо́вичі — село в Україні, у Львівському районі Львівської області, перша історична згадка у 1490 році. Населення становить 824 особи. Орган місцевого самоврядування — Городоцька міська рада.
Спорт у селі Дроздовичі представляє футбольний клуб «Чайка».

## Населення
За даними Всеукраїнського перепису населення 2001 року, у селі мешкало 824 особи.

## Релігійні споруди
В селі наразі знаходяться дві церкви Святого Миколая парафій ПЦУ та УГКЦ Стрийської єпархії.

## Відомі люди

### Народилися
- Андрущишин Степан Андрійович — український правник, громадський діяч.
- Захарчишин Ярослав Миколайович (нар. 1927) — художник декоративного мистецтва.
- Попадик Назарій Богданович (1993—2014) — сержант Збройних сил України, учасник російсько-української війни, поліг під Луганськом.
- Ярема Олекса Миколайович (1855—1930) — український педагог, фахівець з класичної філології, громадський культурний діяч у Перемишлі.

## Галерея

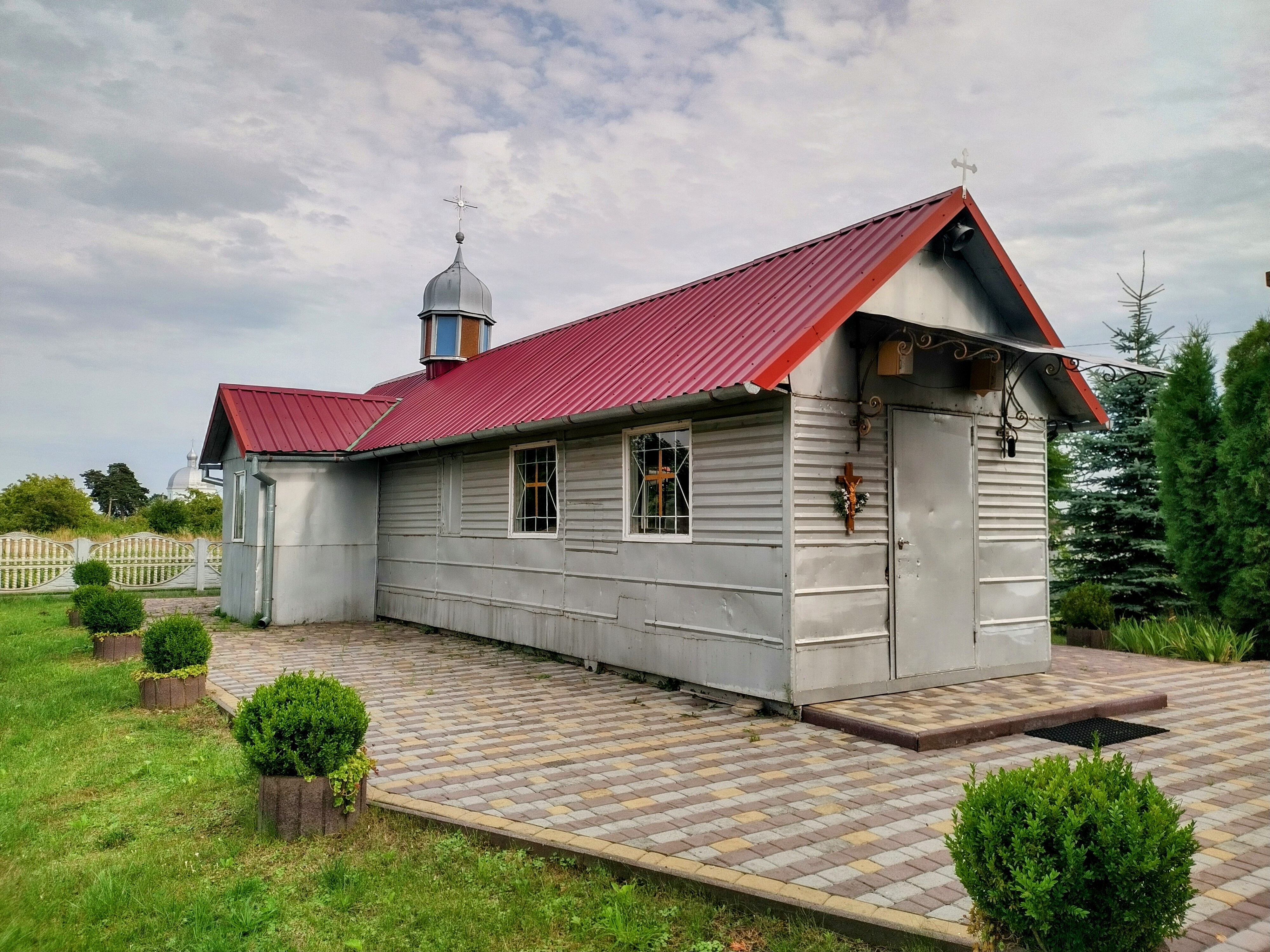
Церква Святого Миколая (УГКЦ)
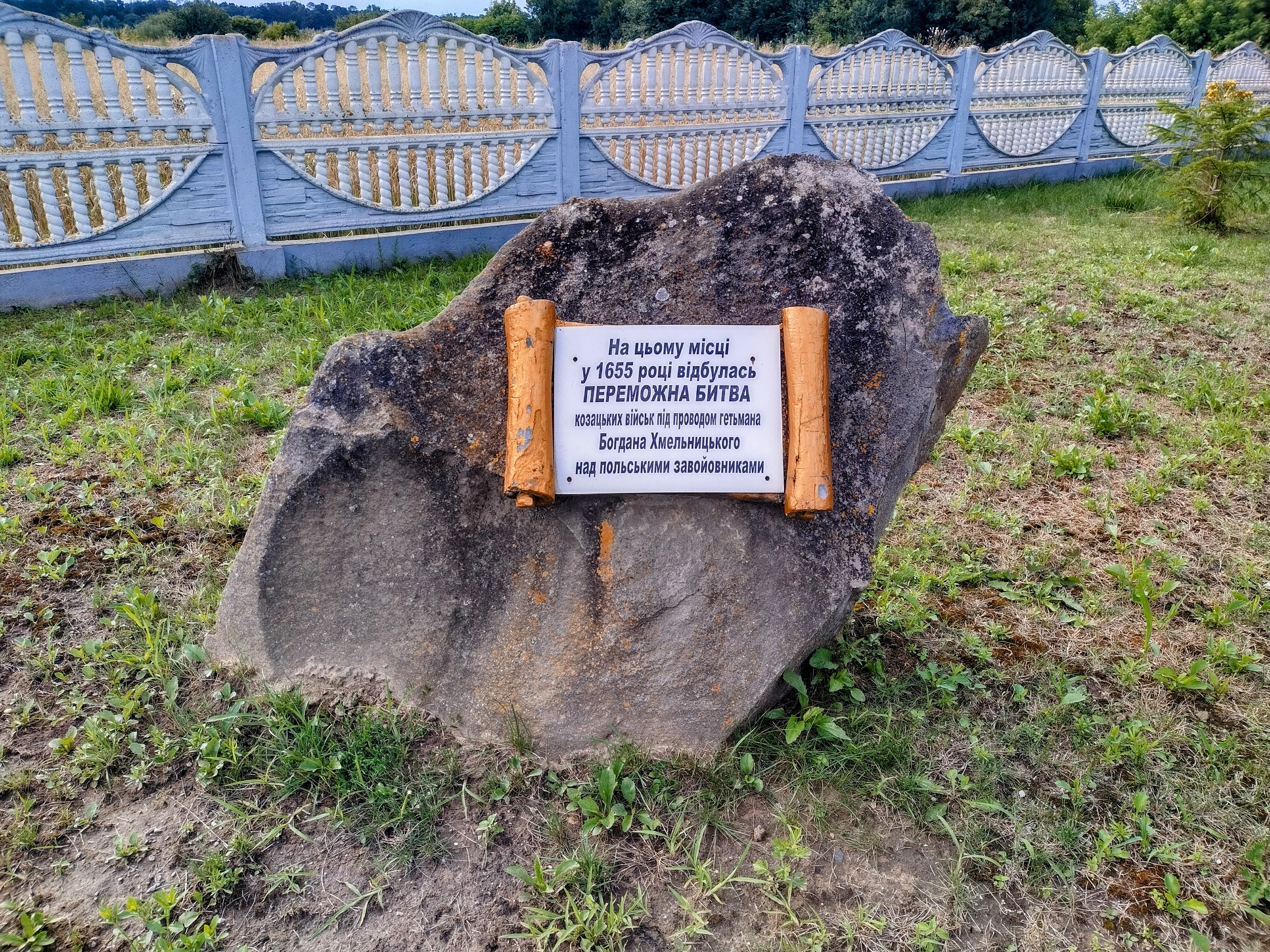
Пам'ятний знак на честь битви під Городком